# Liste des évêques et archevêques de Grenade

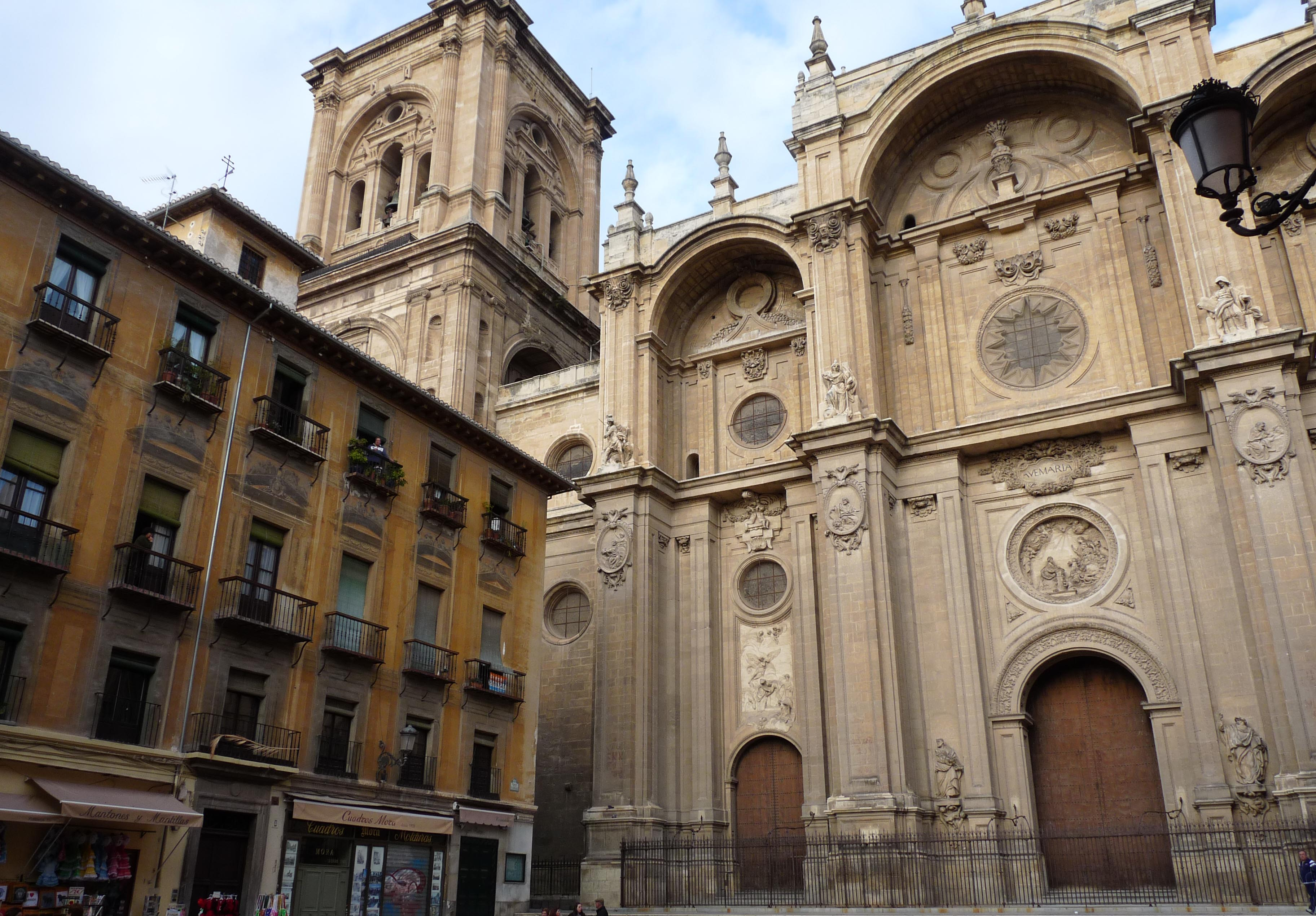
La cathédrale de Grenade.

Liste des évêques et archevêques de l'archidiocèse de Grenade.

## Évêques d'Elvira
- Cécile de Grenade (es) (ou Cecilio de Elvira, Ier siècle)
- Leubesindo
- Ameanto
- Ascanio
- Julián
- Augustulo
- Marturio
- Gregorio I
- Pedro I
- Fabiano (300–306)
- Honasterio
- Optato
- Pedro II
- Zoilo
- Grégoire d'Elvire (vers 359–vers 392)
- Johannes I
- Valerio
- Lusidio
- Johannes II
- Johannes III
- Urso
- Johannes IV
- Johannes V
- Mancio
- Respecto
- Cariton
- Pedro III
- Vicente
- Honorio
- Esteban (vers 589)
- Baddo (vers 597)
- Bísino (vers 610–619)
- Félix
- Eterio (vers 633–646)
- Aga (vers 653)
- Antonio
- Argibado (vers 681–683)
- Argemiro
- Bapirio
- Johannes VI (vers 688)
- Ceterio (vers 693)
- Trectemundo
- Dadila
- Adica
- Balduigio
- Egila (777–785)
- Daniel
- Gervasio
- Turibio
- Ágila
- Gebuldo
- Sintila
- Samuel I (850–864)
- Gervasio
- Recaredo
- Manila
- Sennaion
- Nifridio (939)
- Samuel II
- Pantaleón
- Gundaforio
- Pirrivio
- Gapio
- Recemund (vers 962)

## Évêques de Grenade
- Pedro Nicolás Pascual de Valencia (1269-1296) nommé évêque de Jaén
- Gonzalo de Valbuena (1437–1442)
- Juan de Haterano (1442)
- Diego de Guadalajara (1447)
- Francisco de Lausana (1461)
- Hernando de Castilla (1473)
- Juan de Pastor (1479)

## Archevêques de Grenade
- Hernando de Talavera (1492-1507)
- Antonio de Rojas Manrique (1507-1524)
- Francisco de Herrera (1524-1524)
- Pedro Portocarrero (1525-1526)
- Pedro Ramiro de Alva (1526-1528)
- Gaspar de Ávalos de la Cueva (1528-1542) nommé archevêque de Saint-Jacques-de-Compostelle
- Fernando Niño (1542-1546)
- Pedro Guerrero (1546-1576)
- Juan Méndez de Salvatierra (1577-1588)
- Pedro Vaca de Castro y Quiñones] (1589-1610) nommé archevêque de Séville
- Fray Pedro González de Mendoza O.F.M (1610-1616) nommé archevêque de Saragosse
- Felipe de Tassis y Acuña (1616-1620)
- Galcerán Albanell (1620-1626)
- Agustín Spínola (1626-1630) nommé archevêque de Saint-Jacques-de-Compostelle
- Miguel Santos de San Pedro (1630-1633)
- Fernando de Valdés y Llano (1633-1639)
- Martín Carrillo de Alderete (1641-1653)
- Antonio Calderón (1654-1654)
- José de Argáiz (1654-1667)
- Diego Escolano y Ledesma (1668-1672)
- Francisco Roiz y Mendoza (1673-1677)
- Alonso Bernardo de los Ríos y Guzmán (1677-1692)
- Martín de Ascargorta (1693-1719)
- Francisco de Perea y Porras (1720-1723)
- Felipe de los Tueros y Huerta (1724-1751)
- Onésimo de Salamanca (1752-1757) nommé archevêque de Burgos
- Pedro Antonio Barroeta y Ángel (1757-1775)
- Antonio Jorge y Galván (1776-1787)
- Basilio Sancho de Santa Justa (1787) Sch.P (meurt à Manille deux jours avant sa désignation pour le siège)
- Juan Manuel Moscoso y Peralta (1789-1811)
- Blas Joaquín Álvarez de Palma (1814-1837)
- Luis Folgueras y Sión (1848-1850)
- Salvador Reyes y García de Lara (1851-1865)
- Bienvenido Monzón Puente (1866-1885) nommé archevêque de Séville
- José Moreno y Mazón (1885-1905)
- José Meseguer y Costa (1905-1920)
- Vicente Casanova y Marzol (1921-1930)
- Agustín Parrado García (1934-1946)
- Balbino Santos Olivera (1946-1953)
- Rafael García y García de Castro (1953-1974)
- Emilio Benavent Escuín (1974-1977)
- José Méndez Asensio (1978-1997)
- Antonio Cañizares Llovera (1997-2002, nommé archevêque de Tolède)
- Francisco Javier Martínez Fernández (2003-2023)
- José María Gil Tamayo (2023- )

## Source
- (es) Cet article est partiellement ou en totalité issu de l’article de Wikipédia en espagnol intitulé « Anexo:Arzobispos de Granada » (voir la liste des auteurs).